# Saint-Maurice-aux-Riches-Hommes
Saint-Maurice-aux-Riches-Hommes település Franciaországban, Yonne megyében. Lakosainak száma 408 fő (2022. január 1.). Saint-Maurice-aux-Riches-Hommes Bourdenay, Trancault, Courgenay, Lailly, La Postolle és Perceneige községekkel határos.

## Népesség
A település népessége az elmúlt években az alábbi módon változott:
| Lakosok száma | 426  | 417  | 424  | 420  | 421  | 417  | 413  | 410  | 408  |
|               | 2013 | 2015 | 2016 | 2017 | 2018 | 2019 | 2020 | 2021 | 2022 |